# SMS Babenberg
SMS Babenberg byla bitevní loď typu predreadnought třídy Habsburg postavená pro Rakousko-uherské námořnictvo. Na vodu byla spuštěna 4. října 1902 v loděnici  Stabilimento Tecnico Triestino v Terstu jako třetí a poslední loď této třídy. Spolu se svými sesterskými loděmi se během první světové války zúčastnila bombardování Ancony a po prohrané válce s nimi byla předána Velké Británii. V roce 1921 byla sešrotována.